# Daniel Gordo
Daniel Gordo Ríos (* 17. August 1981 in Villambrán de Cea, Provinz Palencia) ist ein spanischer Handballtrainer und ehemaliger Handballspieler.

## Karriere
Daniel Gordo spielte selbst auf der Position des Torwarts, konzentrierte sich aber bereits mit 22 Jahren auf die Trainerlaufbahn.
Für den Handballverband der autonomen Gemeinschaft Kastilien und León trainierte er verschiedene Jugendmannschaften. Bei Ademar León arbeitete er ab 2008 zunächst in der Nachwuchsabteilung, ehe er in der Saison 2011/12 Assistent von Isidoro Martínez und in der Saison 2012/13 von Manolo Cadenas bei der Profimannschaft wurde. Zur Saison 2013/14 übernahm er selbst den Cheftrainerposten. Mit León belegte er den fünften und den siebten Platz in der Liga ASOBAL, erreichte das Halbfinale in der Copa ASOBAL 2014/15 und nahm zweimal am EHF-Pokal teil. Im Jahr 2015 wurde Gordo zum Nationaltrainer der färöischen Männer-Handballnationalmannschaft berufen. In der Saison 2016/17 betreute er zudem den färöischen Verein Kyndil Tórshavn bei den Männern und Frauen. Mit den Männern gewann er die nationale Meisterschaft 2017. Nach zwei Jahren kehrte er nach Spanien zurück und übernahm den Zweitligisten Club Balonmano Nava, mit dem ihm in der Saison 2019/20 der Aufstieg in die Liga ASOBAL gelang. Von Dezember 2019 bis April 2020 war er außerdem für die brasilianische Männer-Handballnationalmannschaft zuständig. Bei der Süd- und mittelamerikanischen Handballmeisterschaft der Männer 2020 unterlag Brasilien im Endspiel gegen Argentinien. Zur Saison 2021/22 wechselte er zum belarussischen Serienmeister Brest GK Meschkow, den er nach dem russischen Überfall auf die Ukraine im April 2022 verließ.
Im Jahr 2022 war er von April bis Oktober Trainer des ägyptischen Spitzenklubs al Ahly SC. Mit dem Team aus Kairo gewann er zum Auftakt den afrikanischen Supercup gegen den ägyptischen Rivalen al Zamalek SC.
In der Saison 2023/2024 übernimmt er das Training von Ademar León. Ab Januar 2024 war er parallel dazu Nationaltrainer der türkischen Männer-Handballnationalmannschaft. Im Januar 2025 gab er das Traineramt beim türkischen Verband auf.